# Menig
En menig (forkortet MG) er i Forsvaret betegnelsen for værnepligtige og hjemmeværnsfolk med den laveste militære rang, graden "Menig". Oprindelig stammer ordet menig fra det plattyske mene med betydningen almindelig ligesom  i ord som almen, gemen og menighed. Fra midten af det 19. århundrede blev betegnelsen menig soldat indført og blev senere forkortet til blot menig.
Den menige varetager meget forskelligartede opgaver afhængigt af hvilket værn han/hun befinder sig i. Kvinder der aftjener værneret er også menige. Den menige bliver i hæren ofte omtalt som rekrut.
Personer der søger ind i Forsvarets konstabeluddannelser bliver ansat som flyver/marineelever eller konstabelelever afhængigt af værnet under deres grunduddannelse som er ens med værnepligtsuddannelsen.
Ved fortsat tjeneste efter værnepligtens ophør bliver den menige udnævnt til flyver-/marinekonstabel eller i hæren slet og ret konstabel.

## Sammenligning med udlandet
I NATO er rangkoden OR-1 tilknyttet menig- og konstabelgraden. Denne kode  tilkendegiver rangforholdet for militære ansatte imellem på tværs af  medlemslandene.
I Bundeswehr (Tyskland) benævnes menige:
- Heer: Schütze, Pionier, Grenadier, Kanonier, Funker eller Fallschirmjäger.
- Bundesmarine: Matrose
- Luftwaffe: Flieger.

## Distinktioner
Menigt personel bærer generelt ikke distinktioner. Dette er dog ikke gældende for menige gruppeførere i Hæren, der bærer en halv vinkel.